# Luihin ja ytimiin
Luihin ja ytimiin – szósty album studyjny thrash metalowego zespołu Mokoma. 
Album wydany został 28 listopada 2007 roku przez wytwórnię Sakara Records.

## Lista utworów
1. „Sinä riität” – 3:23
2. „Nujerra ihminen 4:01
3. „Veriveljet” – 2:54
4. „Entistä ehompi” – 4:08
5. „Kolmannen asteen kuulustelu” – 3:26
6. „Sahalaita” – 2:32
7. „Turvaa selusta” – 3:40
8. „Sarvipää” – 3:56
9. „Marras” – 4:00
10. „Irvikuva” – 3:32
11. „Luo nahka, luo sisus” – 4:05
12. „Ammu, hautaa ja vaikene” – 5:49

## Twórcy
| Mokoma - Kuisma Aalto – gitara - Marko Annala – wokal - Janne Hyrkäs – perkusja - Santtu Hämäläinen – gitara basowa, gitara (na ”Turvaa selusta”, ”Irvikuva” i ”Ammu, hautaa ja vaikene”) - Tuomo Saikkonen – gitara | Gościnnie - Jouni Hynynen – gitara (gościnnie) Personel - Miitri Aaltonen – produkcja, inżynieria, miksowanie - Mika Jussila – mastering - Ville Pirinen – projekt okładki |

## Single
- Nujerra Ihminen (2007)